# Fairfield, Bedfordshire
Fairfield är en civil parish i Central Bedfordshire i Bedfordshire i England.